# 恩田清二郎
恩田 清二郎（、1910年5月1日 - 1974年11月28日）は、日本の俳優、男性声優、元活動弁士である。本名同じ。恩田 清次郎と表記に揺れがある。

## 来歴・人物
1910年（明治43年）5月1日、東京府東京市浅草区に生まれる、とされている。『山形県大百科事典』（山形放送）など一部の資料には、出生地は冒頭の通りだが、生年は「明治四十年」（1907年）である旨が記されている。父は埼玉県の地主であった。旧制東京府立第三中学校（現在の東京都立両国高等学校・附属中学校）卒業。
1925年（大正14年）、映画俳優を志し、当時東亜キネマに在籍していた近藤伊与吉（1894年 - 1944年）に師事。ところが芽が出ず、間もなく俳優業を辞退して浅草電気館の活動弁士に転向し、長く活動した。
1935年（昭和10年）頃、新築地劇団に加入。丸山定夫、山本安英、薄田研二らと共演し、新劇俳優としての第一歩を踏み出す。しかし、同劇団は1940年（昭和15年）8月に第二次世界大戦に伴う戦時統制の影響で解散した為、恩田は東宝劇団に移籍する。後に山形県へ疎開して移動演劇に従事する傍ら、同県上山市に常駐していた日本移動演劇連盟準専属の舞台座に特別出演したり、秋田県に疎開していた共同座に特別出演したりするなど、新劇に接したことのない大衆に娯楽と文化を提供し、また県下のアマチュア演劇の指導も行った。後に帰京するが、1945年（昭和20年）3月に発生した東京大空襲で先妻と息子を失い、恩田自身も大やけどを負った。なお、恩田は後に疎開先で知り合った一般女性と再婚している。
戦後は1950年代半ばから東宝に所属し、多くの作品に出演した。中でも、1954年（昭和29年）に公開された本多猪四郎監督映画『ゴジラ』の大山代議士役は有名である。その後、衣笠プロダクションに加入し、ラジオドラマやテレビドラマに多数出演するほか、声優としても活躍した。
1974年（昭和49年）11月28日、死去した。満64歳没。
恩田と親交のあった伊藤雄之助、池田生二、同じく東宝の専属俳優だった加藤茂雄らによると、酒に目がない質であったという。趣味は俳句。

## 出演作品

### 初期
全てトーキーである。
- 『黒田誠忠録』：監督衣笠貞之助、製作松竹下加茂撮影所、配給松竹、1938年6月17日公開 - 青木勘吉
- 『鶯』：監督豊田四郎、製作東京発声、配給東宝映画、1938年11月9日公開 - 齋藤巡査
- 『銃後の戦士』：監督村上潤、製作加治商会、配給不明、1939年月日不明公開
- 『闘魚』：監督島津保次郎、製作東宝映画東京撮影所、配給東宝映画、1941年7月15日公開 - 健康相談所の医者
- 『緑の大地』：監督島津保次郎、製作東宝映画東京撮影所、配給東宝映画、1942年4月1日公開 - 副校長
- 『成吉思汗』：監督牛原虚彦・松田定次、製作大映京都第二撮影所、配給大映、1943年1月3日公開 - ボゴルチ
- 『マライの虎』：監督古賀聖人、製作大映東京撮影所、配給大映、1943年6月24日公開 - 張
- 『山峡の子たち』：監督河東與志、製作日本小型映画協会、配給朝日新聞社、公開年月日不明

### 東宝
特筆以外、全て製作・配給は「東宝」である。
- 『港へ来た男』：監督本多猪四郎、1952年11月27日公開 - 三宅
- 『吹けよ春風』：監督谷口千吉、1953年1月15日公開 - 同僚の運転手
- 『プーサン』：監督市川崑、1953年4月15日公開
- 『安五郎出世』：監督滝沢英輔、1953年4月22日公開 - 般若の相棒弁慶
- 『悲劇の将軍 山下泰文』：監督佐伯清、製作東映東京撮影所、配給東映、1953年4月29日公開 - 冨永中佐
- 『都会の横顔 TOKYO PROFILE』：監督清水宏、1953年7月8日公開 - コンロ屋の店員
- 『天晴れ一番手柄 青春銭形平次』：監督市川崑、1953年8月19日公開 - 丁字屋番頭
- 『太平洋の鷲』：監督本多猪四郎、1953年10月21日公開 - 参謀長[9][3]
- 『お祭り半次郎』：監督稲垣浩、1953年11月23日公開 - 町役人
- 『赤線基地』：監督谷口千吉、1953年12月8日公開 - 孫作
- 『さらばラバウル』：監督本多猪四郎、1954年2月10日公開 - 飛行長
- 『伊津子とその母』：監督丸山誠治、1954年2月17日公開 - 佐々木勝造
- 『御ひいき六花撰 素ッ飛び男』：監督マキノ雅弘、1954年4月21日公開 - 武藤新三郎
- 『君死に給うことなかれ』：監督丸山誠治、1954年8月31日公開 - 医師A
- 『宮本武蔵』：監督稲垣浩、1954年9月26日公開 - 役人頭
- ゴジラシリーズ
  - 『ゴジラ』 ：監督本多猪四郎、1954年11月3日公開 - 大山代議士[1][3]
  - 『ゴジラの逆襲』：監督小田基義、1955年4月24日公開 - 寺沢隊長[1][3]
- 『密輸船』：監督杉江敏男、1954年11月30日公開 - 警備救難課長
- 『透明人間』：監督小田基義、1954年12月29日公開 - 警視総監[1][3]
- 『恋化粧』：監督本多猪四郎、1955年1月9日公開 - 山口刑事
- 『浮雲』：監督成瀬巳喜男、1955年1月15日公開 - 丸高モートル支配人
- 『続 天下泰平』：監督杉江敏男、1955年2月20日公開 - 黒沢
- 『泉へのみち』：監督筧正典、1955年3月8日公開 - 編集長飯田
- 『大番頭小番頭』：監督鈴木英夫、1955年4月3日公開 - 教授
- 『男ありて』：監督丸山誠治、1955年5月10日公開 - 殴られるアンパイア
- 『旅路』：監督稲垣浩、1955年8月31日公開 - 岩太郎の弟久保井の儀助
- 『姿なき目撃者』：監督日高繁明、1955年9月28日公開 - 田島
- 『驟雨』：監督成瀬巳喜男、1956年1月14日公開 - 部長
- 『暗黒街』：監督山本嘉次郎、1956年2月26日公開 - 銀行支店長
- 『愛情の決算』：監督佐分利信、1956年3月28日公開 - カストリ屋の主人
- 『女房族は訴える』：監督筧正典、1956年4月4日公開 - 弥太郎の旧部下後藤又吉
- 『あの娘が泣いてる波止場』：監督日高繁明、1956年5月17日公開 - 刑事木塚
- 『現代の欲望』：監督丸山誠治、1956年6月22日公開 - 清水
- 『哀愁の街に霧が降る』：監督日高繁明、1956年10月31日公開 - 私立探偵松島
- 『天上大風』：監督瑞穂春海、1956年11月13日公開 - 沙恵子の叔父文造
- 『眠狂四郎無頼控』：監督日高繁明、1956年12月26日公開
- 『蜘蛛巣城』：監督黒澤明、1957年1月15日公開 - 三木の郎党
- 『あらくれ』：監督成瀬巳喜男、1957年5月28日公開
- 『続 大番・風雲篇』：監督千葉泰樹、1957年8月4日公開 - 株屋丸藤
- 『東北の神武たち』：監督市川崑、1957年10月1日公開 - 勝ぞうズンム

### フリーランス
- 『殺人魔の接物』：監督斎村和彦、製作日米映画・配給新東宝、1959年7月17日公開
- 『けんかえれじい』：監督鈴木清順、製作・配給日活、1966年11月9日公開 - 麒六の父

### テレビドラマ
- 『根雪』：日本放送協会、1953年3月11日放映
- 『下町と云うところ』：監督永山弘、日本放送協会、1953年4月1日放映 - 源吉（主演）
- 学校放送 小学校低学年：日本放送協会
  - 『世界のお伽めぐり（日本篇）おだんごころころ』：1953年4月20日放映 - 語り
  - 『世界お伽めぐり（印度篇）お礼の行列』：1953年6月8日放映
- 子供の時間：日本放送協会
  - 『ほら吹き男爵冒険物語 第二回』：1953年4月27日放映 - 男爵（主演）
  - 『ほら吹き男爵冒険物語 第三回』：1953年5月29日放映 - 男爵（主演）
  - 『こども太閤記 白吉丸の巻』：1953年5月15日放映 - 蜂須賀小六
  - 『母を尋ねて三千里』：1953年6月5日放映 - すり
  - 『こども源平盛衰記』：1953年6月10日放映 - 辯慶
  - 『東西名作ダイジェスト 船乗りシンドバッドの冒険』：1953年8月9日放映 - 主演
  - 『東西名作ダイジェスト ほら吹き男爵の冒険 一難去って又一難の巻』：1953年8月26日放映 - 主演
  - 『東西名作ダイジェスト 巌窟王』：1953年9月9日放映 - 主演
  - 『三太物語 三太のキツネ退治』：1953年11月1日放映
  - 『三太物語 三太と音さん』：1953年12月4日放映 - 音さん
  - 『三太物語 三太のお正月』：1954年1月2日放映 - 音さん
  - 『三太物語 三太の弓矢』：1954年5月2日放映 - 音さん
- 『アリババと四十人の盗賊』：日本放送協会、1953年5月5日放映 - モギブ爺
- 『見世物豪傑譚』：監督永山弘、1953年5月6日放映 - 軍談師亜呂葉斉
- 『イソップ物語 狐と假面』：日本放送協会、1953年11月1日放映 - 主演
- 『わらべ唄歳事記』：日本放送協会、1953年11月27日放映
- 『牛若丸』：日本放送協会、1953年12月22日放映
- 『勘七の雪型』：日本放送協会、1953年12月23日放映 - 主演
- 『めでたしめでたし』：日本放送協会、1954年2月1日放映 - 百姓権兵衛（主演）
- 『レ・ミゼラブル』：日本放送協会、1954年2月10日 - 1954年7月27日放映 - ティナルディ
- 『夢買い大盡』：日本放送協会、1954年4月11日放映
- 『日真名氏飛び出す』：監督赤坂長義・高橋太一郎・小坂昭夫・瀬口城一郎、東京放送、1954年4月9日 - 1962年7月14日放映
- 『伊太八御用』：監督石川甫、東京放送、1955年9月27日放映
- 『追跡』：監督永山弘、日本放送協会、1955年11月26日放映
- 『鞍馬天狗』：監督宮本裕・山本和夫、東京放送、1956年11月1日 - 1959年4月2日放映
- 『忠臣蔵の人々』：監督山本隆則、東京放送、1956年11月3日 - 1957年12月26日放映
- 『太閤記 藤吉郎編』：監督田島直時・野中一夫、日本テレビ、放映開始年月日不明 - 1959年5月18日放映
- 東芝日曜劇場：東京放送
  - 第26回『鶴亀』：1957年5月26日放映
  - 第29回『越後獅子祭』：1957年6月16日放映
  - 第46回『ネオンの雑草』：1957年10月13日放映
  - 第82回『国土無双』：1958年6月22日放映
  - 第242回『桔梗』：1961年7月16日放映
- 『眠狂四郎無頼控』：監督野島宗昭、日本テレビ、1957年7月3日 - 1957年9月15日放映
- プレイハウス：日本放送協会
  - 『愛すべき人間諸君』：1957年8月2日放映
- 『宮本武蔵』：監督河野和平、日本テレビ、1957年8月5日 - 1957年8月20日放映
- 『赤胴鈴之助』：監督武内つなよし、東京放送、1957年10月2日 - 1959年3月25日放映
- 『侍ニッポン』：監督野島宗昭、日本テレビ、1957年11月10日放映
- 『隣りも隣り』：監督古関千三郎・河野宏、日本放送協会、1957年11月7日 - 1960年4月1日放映
- 『ダイヤル110番』：日本テレビ
  - 第26回『ふとん包死体事件』：1958年3月2日放映
- 『碧い眼の東京日記』：監督喜多島武成、東京放送、1958年4月6日 - 1958年5月28日放映
- サンヨーテレビ劇場：東京放送
  - 『私は貝になりたい』：1958年10月31日放映
- 灯、今も消えず：日本テレビ
  - 『坂本龍馬』：1958年12月4日 - 1959年1月29日放映
  - 『吉田松陰』：1959年3月5日 - 1959年3月26日放映
- 『新大岡政談』：東京放送、1959年1月8日 - 1959年2月5日放映
- 日曜家庭劇場：日本テレビ
  - 『銀婚式の珍客』：1959年1月11日放映
- 『おかえんなさい』：監督河野宏、日本教育テレビ（現・テレビ朝日）、1959年2月22日放映
- お好み日曜座：日本放送協会
  - 『最後の鎧武者』：1959年2月8日放映
- 『天兵童子』：日本テレビ、1959年3月7日 - 1959年7月22日放映
- 『矢車剣之助』：監督荒井岱志・中村純一、日本テレビ、1959年5月15日 - 1961年2月3日放映
- 『その手にのれ！』：東京放送、1959年9月2日 - 1960年1月27日放映
- NECサンデー劇場：日本教育テレビ
  - 『君死にたもうことなかれ』：監督山本隆則、1959年9月6日放映
  - 『兄とその妹』：監督高橋玄洋・後藤武彦、1960年1月10日放映
  - 『お京さんとトランペット』：監督高橋玄洋、1960年4月17日放映
  - 『破戒』：1961年1月22日放映
  - 『黒い蝶』：1961年3月26日放映
- 『のり平のジョークボックス』：フジテレビ
  - 第10回『特ダネ涙あり』：1959年11月10日放映
  - 第11回『葡萄畑の侵入者』：1959年11月10日放映
- 『円朝物語』：監督宮本裕、東京放送、1959年11月17日 - 1960年1月26日放映
- 文芸劇場：日本教育テレビ
  - 『東京のプリンスたち』：監督山本隆則、1959年12月10日放映
  - 『お富の貞操』：1960年1月21日放映
- 『日本剣豪列伝』：東京放送
  - 第1回『伊藤一刀斎と神子上典膳 前篇』：1960年1月7日放映
  - 第2回『伊藤一刀斎と神子上典膳 後篇』：1960年1月14日放映
- 『指名手配』：日本教育テレビ
  - 第13回『金華山中殺人事件』：1960年1月16日放映
- 『人生劇場』：監督内田吐夢・山本隆則、日本教育テレビ、1960年1月20日 - 1960年12月28日放映
- 『結婚不案内 MARRIAGE OF STRANGERS』：監督梅本重信、日本放送協会、1960年3月21日放映
- 東芝土曜劇場：フジテレビ
  - 第54回『トランペット刑事』：1960年3月26日放映
  - 第119回『そこに穴が』：1961年7月8日放映
- 『三人の刑事』：フジテレビ、1960年4月3日 - 終了年月日不明
- 『私売ります』：監督花登筐、日本教育テレビ・東宝、1960年4月6日 - 1960年9月28日放映
- 『廻れ人生』：日本テレビ
  - 第16回『下町暮色』：1960年4月21日放映
- これが真実だ：フジテレビ
  - 第25回『戦艦大和』：監督安斎功、1960年4月30日放映
  - 第54回『実説大岡政談』：監督永田午狂、1961年2月7日放映
- 『戦争』：フジテレビ
  - 第6回『メニュー』：1960年5月9日放映
- 『このなぞは私が解く』：東京放送
  - 『にせ者は殺せ 前篇』：1960年9月29日放映
  - 『にせ者は殺せ 後篇』：1960年10月6日放映
- 東レ サンステージ：日本テレビ
  - 第19回『泪橋』：監督宇野信夫、1960年11月6日放映
- 『名勝負物語』：日本テレビ
  - 第7回『女侠剣豪伝 前篇』：1960年11月27日放映
  - 第8回『女侠剣豪伝 後篇』：1960年12月4日放映
- 『人生夜話』：日本テレビ
  - 第1話『下町慕情』：1961年4月6日放映
- 人生の四季：日本テレビ
  - 第14回『夜の波音』：1961年8月31日放映
- シャープ火曜劇場：フジテレビ
  - 第27回『わが愛は山の彼方に』：1962年2月27日放映
  - 第67回『若い山河』：監督吉岡哲雄、1962年10月16日放映
- 『特別機動捜査隊』：日本教育テレビ
  - 第267回『焔の丘』：1966年12月7日放映